# Roch Pinard
Pour l’article homonyme, voir Pinard.
Roch Pinard (26 juillet 1910-23 avril 1974) est un avocat et homme politique fédéral du Québec.

## Biographie
Né à Nicolet dans la région du Centre-du-Québec,il devint député du Parti libéral du Canada dans la circonscription fédérale de Chambly—Rouville en 1945. Réélu en 1949 et en 1953, il ne se représenta pas en 1957.
Durant son passage à la Chambre des communes, il fut Secrétaire d'État du Canada de 1954 à 1957 et ministre des Postes en 1955. Il fut également secrétaire parlementaire du secrétaire d'État pour les Affaires extérieures de 1953 à 1954.
Il était le père du chroniqueur Daniel Pinard.